# Corea del Sur en los Juegos Olímpicos de Innsbruck 1976
Corea del Sur estuvo representada en los Juegos Olímpicos de Innsbruck 1976 por tres deportistas, un hombre y dos mujeres, que compitieron en dos deportes.
El equipo olímpico surcoreano no obtuvo ninguna medalla en estos Juegos.